# August Georg von Wickede
August Georg von Wickede (* 17. Oktober 1807 in Schlagbrügge; † 19. Oktober 1879 in Doberan) war ein deutscher (mecklenburgischer) Oberforstmeister.

## Leben

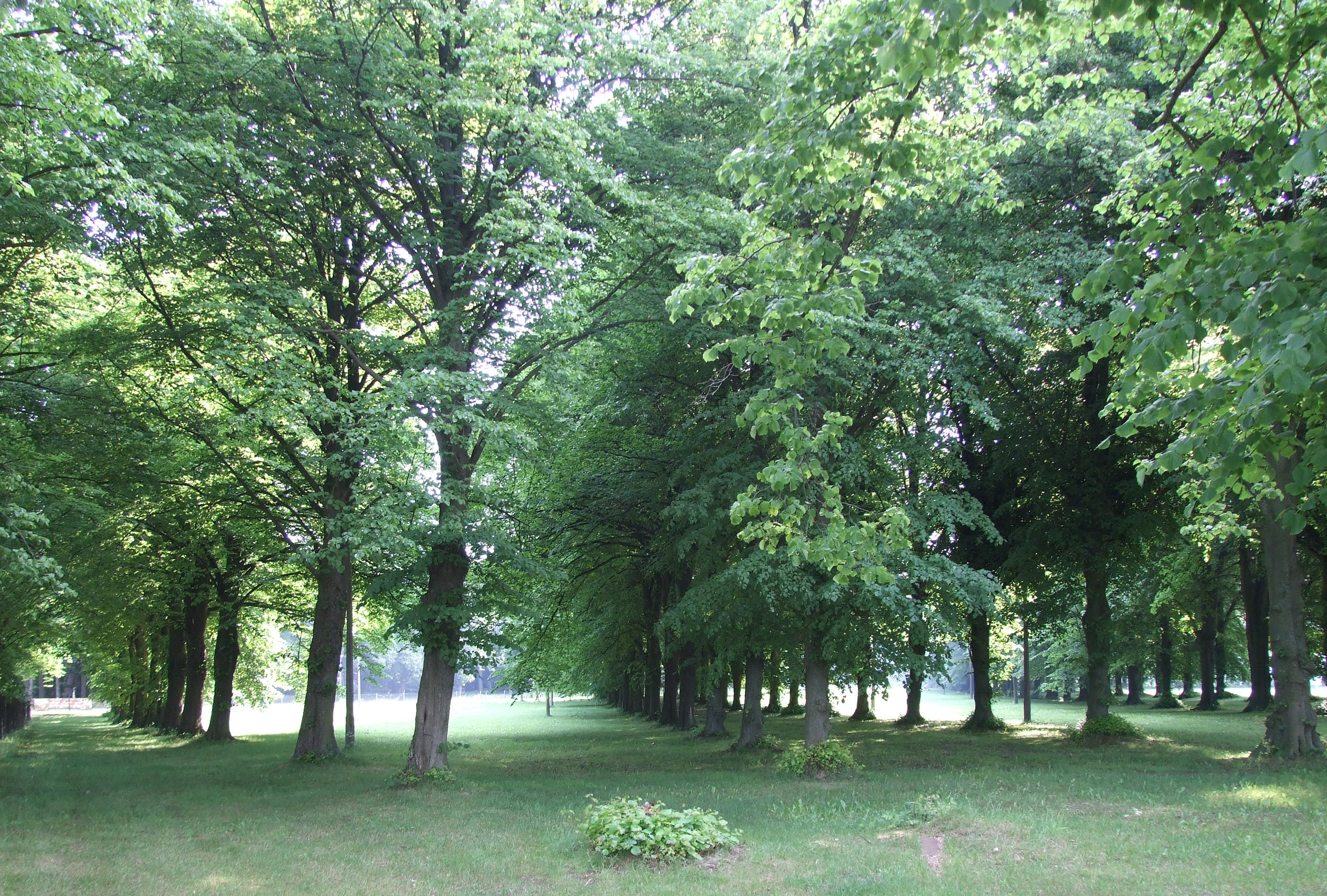
Historische Alleen bei der Ostseerennbahn

August Georg von Wickede war Sohn des späteren Oberforstmeisters Johann Friedrich von Wickede (1755–1839), der leitender Forstbediensteter im Fürstentum Ratzeburg war. Seine forstliche Ausbildung erhielt August Georg zunächst in Remplin und besuchte dann die von Georg Ludwig Hartig gegründete Forstakademie Berlin unter Leitung von Friedrich Wilhelm Leopold Pfeil, aus der 1830 die Forstakademie Eberswalde hervorging. Er wurde 1827 mecklenburgisch-schwerinscher Kammer- und Jagdjunker und war ab 1833 im Forstbezirk Gelbensande tätig, wo das (ehemals) herzögliche Jagdschloss Gelbensande heute noch von einem etwa 12.000 Hektar großen Waldgebiet umgeben wird. 1845 wurde er Förster in Toddin, 1848 in Doberan, wo er zum Oberforstmeister avancierte. In Doberan pflanzte er die Lindenallee zur Ostseerennbahn und zum Ostseebad Heiligendamm.
Er war seit 1827 Mitglied des Corps Vandalia Rostock und des Vereins für mecklenburgische Geschichte und Altertumskunde.

## Ehrungen
Im Hütter Wohld am östlichen Ende der Kühlung, der vom Naturschutzgebiet Hütter Klosterteiche durchzogen wird, wurde eine Anhöhe im Gemeindegebiet von Bartenshagen-Parkentin nach ihm mit „von Wickedes Höhe“ benannt und mit einem Findling mit Inschrift gekennzeichnet. Er befindet sich heute versteckt in einem Aufforstungsbestand.
(Koordinaten: N 54° 04.118 E 011° 57.562)

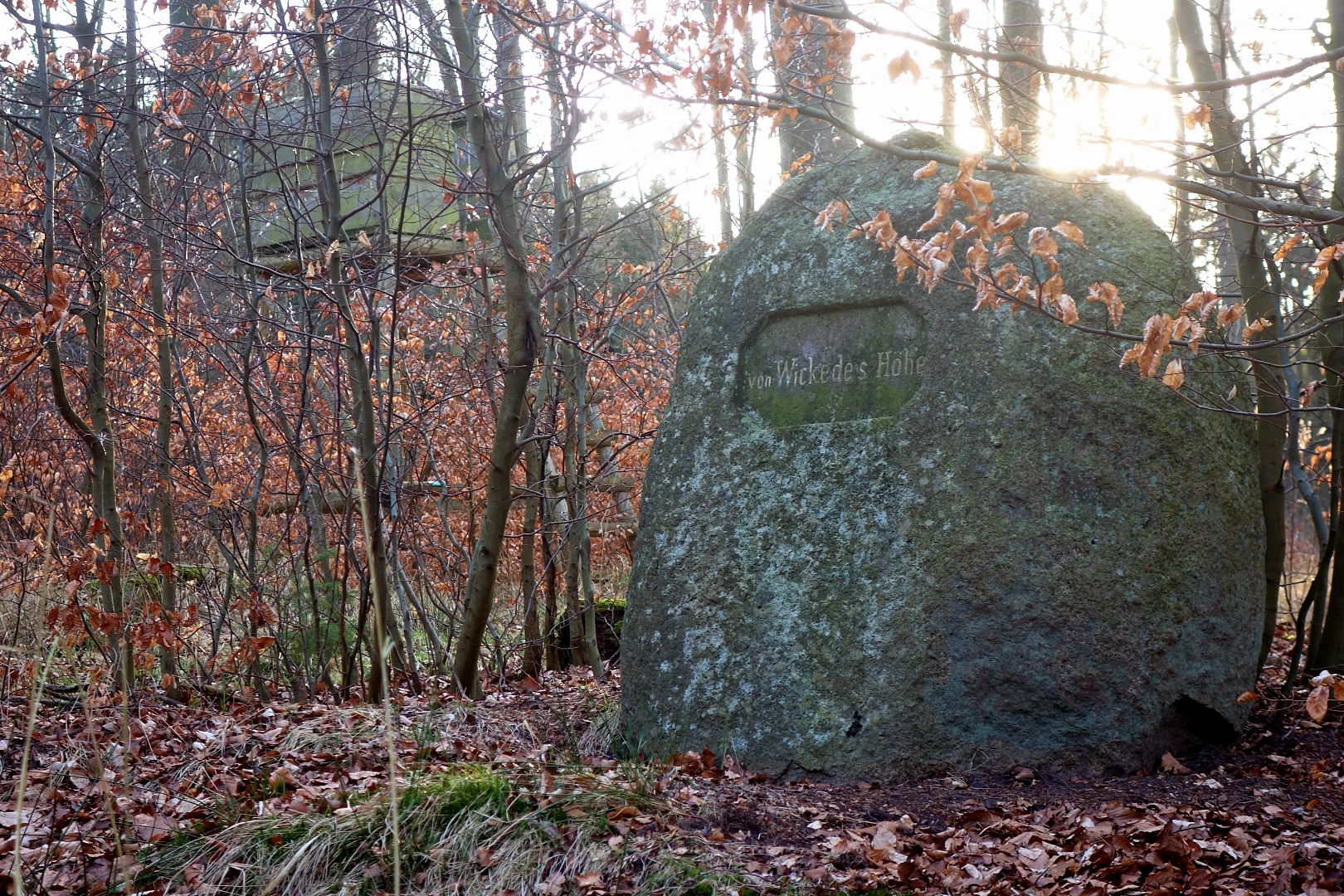
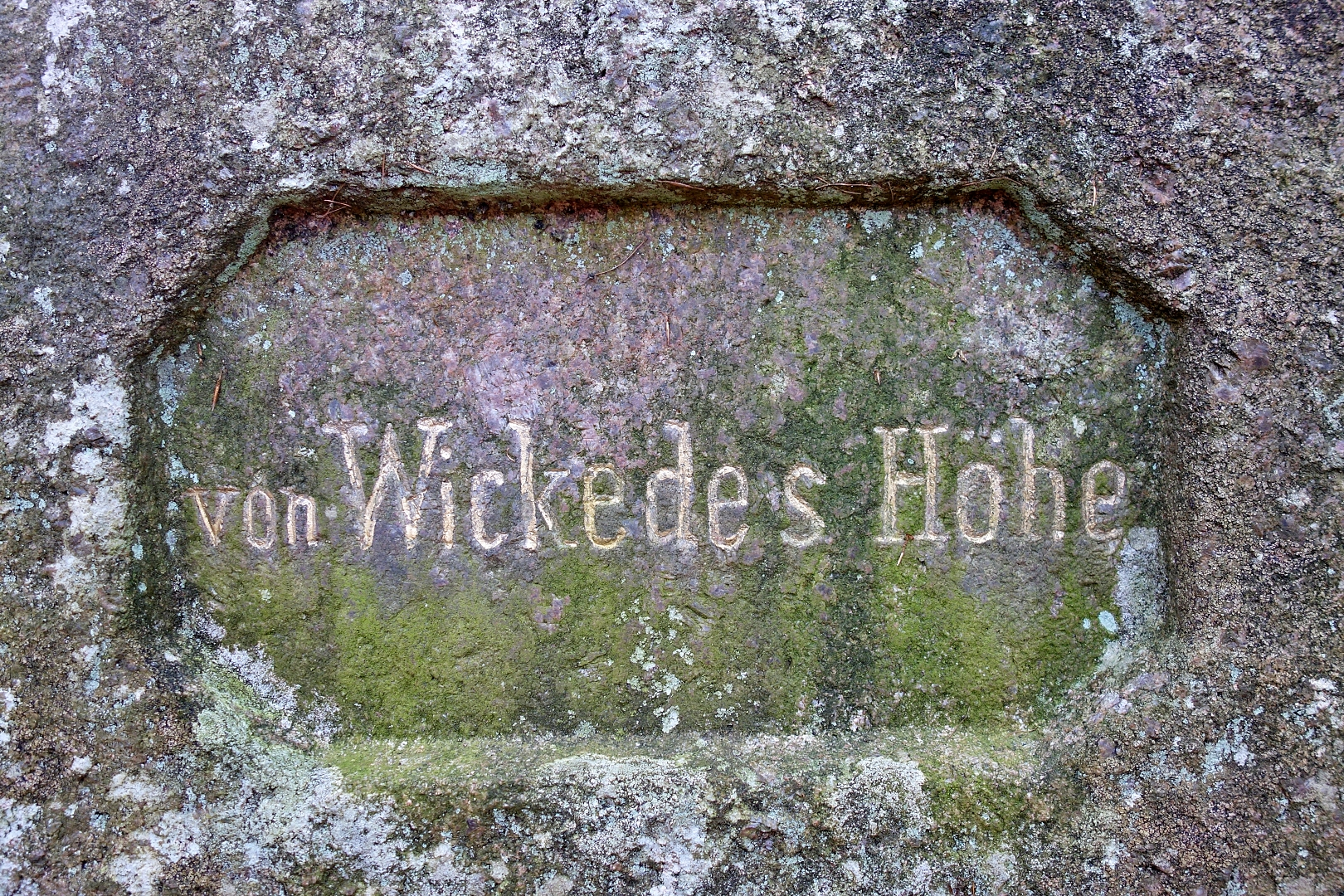
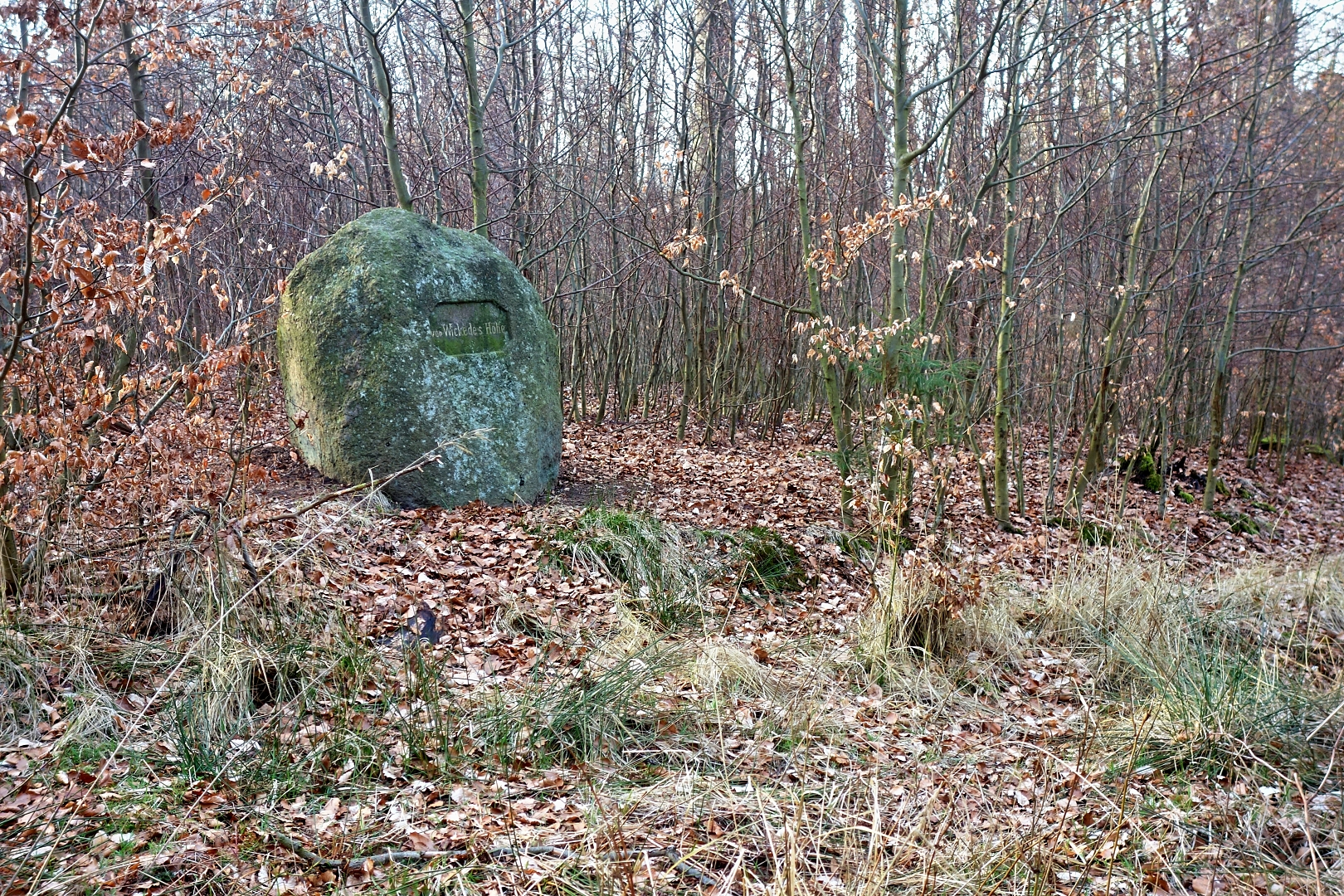